# Benjamin Renia
Benjamin Renia, né le 7 mars 1990 en Guadeloupe, est un kayakiste français pratiquant le slalom.

## Carrière
Benjamin Renia emménage en métropole en 2000 et s'installe à Jurançon. À 18 ans, il entre dans l’équipe de France Junior et obtient une médaille d’or par équipe aux championnats du monde en Slovaquie et une médaille de bronze en individuel. Il intègre en 2010 le pôle France d’Excellence de Pau.
En 2011, il intègre plutôt le pôle de Toulouse et remportera le titre de vice-champion d’Europe en Bosnie et gagne une épreuve internationale en France, à Bourg Saint-Maurice. La concurrence est rude en France pour intégrer la sélection olympique.
En 2021, malgré certaines victoires en courses pré-olympiques, c'est Boris Neveu qui représente la France aux Jeux olympiques de Tokyo.
En septembre, il devient champion du monde à Bratislava en K1 par équipe.
Il est médaillé de bronze en K1 par équipes aux Championnats d'Europe de slalom de canoë-kayak 2023, qui font partie des Jeux européens de 2023 à Cracovie.

## Palmarès

### Coupe du monde
| Saison | Date            | Bassin       | Position | Discipline     |
| ------ | --------------- | ------------ | -------- | -------------- |
| 2014   | 14 juin 2014    | Ljubljana    | 2e       | K1 par équipe  |
| 2020   | 7 novembre 2020 | Markkleeberg | 2e       | slalom extrême |

### Championnats d'Europe
- 2025 à Vaires-sur-Marne ( France) :
  -  Médaille d'argent en K1 par équipes
  -  Médaille d'argent en K1 cross
  -  Médaille de bronze en K1 cross individuel (contre-la-montre)